# Бенџамин Ор
Бенџамин Ор (енгл. Benjamin Orr; Лејквуд, 8. септембар 1947 — Атланта, 3. октобар 2000) био је амерички гитариста и певач, најпознатији као дугогодишњи члан групе The Cars.
Одрастао је у Кливленду, рођен у породици која је пореклом из Русије и Чехословачке.
Група Карс је постала популарна касних седамдесетих и почетком осамдесетих година 20. века, са хитовима попут My Best Friend's Girl, Shake It Up и Drive. Први албум је издала 1978. године. Бенд су средином седамдесетих у Бостону основали Ор и Рик Окасек, који су се упознали у средњој школи. Вероватно најпознатију песму Drive, отпевао је Бенџамин Ор. Касније после распада бенда, објавио је соло албум. Крајем деведесетих, наступао је са групом „Big People“.
У априлу 2000. године је хоспитализован, након чега му је дијагностикован рак панкреаса. Дана 3. октобра исте године, у 53. години, преминуо је од рака у свом дому у Атланти.
Постхумно је примљен 2018. године у Кућу славних рокенрола као члан групе Карс.

## Дискографија
Соло албуми
- The Lace (1986) - САД# 86

Албуми групе The Cars
- The Cars (1978)
- Candy-O (1979)
- Panorama (1980)
- Shake It Up (1981)
- Heartbeat City (1984)
- Door to Door (1987)